# 튀르키예의 머리쓰개 금지 논란
터키의 머리쓰개 금지 논란(튀르키예어: Türkiye'de başörtüsü sorunu, 영어: Headscarf controversy in Turkey)은 터키 공화국이 수립 이래 시행해 온 세속화 정책인 여성의 머리쓰개 금지에 관한 논란을 지칭한다. 터키는 무스타파 케말 아타튀르크에 의해 1923년 창건된 이래로 세속주의 국가였다. 케말은 세속주의 개혁을 진행하며 1924년 터키 헌법에 국가의 세속화에 관한 조항들을 도입하였는데, 이 조항들은 케말주의 이데올로기와 부합하는 라이시테 사상이 강하게 반영된 것이었다. 케말은 여성의 머리쓰개를 과거의 유습으로 여겼고, 새로운 터키 공화국의 세속화와 근대화를 위한 개혁에 장애물로 생각했다.
머리쓰개가 금지된 이래로 이 사안은 자주 격렬한 논쟁을 불러일으켜 왔다. 터키는 인구의 99% 이상이 무슬림인 국가이기 때문에, 이 사안은 심각한 문제가 되었다.

## 머리쓰개 금지
공적인 세속주의의 헌법 원리에 부합하게, 터키 정부는 전통적으로 머리쓰개(히잡, 차도르, 니캅, 부르카를 포함)를 공적인 장소에서 착용하고 일하는 것을 금지했다. 이 금지는 교사, 변호사, 의회 의원 등의 국가가 소유권을 가진 장소에서 일하는 사람들에게 적용된다. 민간 서비스 부문과 교육 및 정치 기관에서의 금지는 국가가 소유하지 않은 기관까지 포함하는 것으로 확대되었다. 이 금지에 순응하기를 거부하는 여성 변호사나 저널리스트는 법정이나 대학교 등의 공공 건물에서 추방되었다.
1970년 후반~1980년 초에 머리쓰개를 쓰는 대학생들의 수가 상당히 증가하였고, 1984년에 처음으로 광범위한 대학 구내에서의 머리쓰개 금지 조치가 발효되었다. 그러나 1980년대와 1990년대에 이 금지는 균일하게 강제되지 않았고 많은 학생들은 그대로 졸업을 할 수 있었다. 각급 학교와 대학(공립 및 사립), 법원, 정부 기관 등의 공공기관에서의 머리쓰개 금지는 오직 학생, 근로자 및 공무원을 대상으로 한 것이다. 그러므로, 학부모나 방문객들은 초등학교에 입장하는 데 아무런 문제가 없다.(물론 이 상태에서 교사로 일하는 것은 금지된다) 유사하게 법정에서 금지 규정은 판/검사, 변호사 등에게만 적용된다. 그러나 면허증, 여권, 대학 등록 문서 등의 공문서에 첨부된 사진에서 머리쓰개를 쓰고 있는 것은 금지된다. 대학교와 초/중등학교는 여학생이 아무것도 쓰지 않은 머리와 목을 드러낸 증명사진을 제출하지 않으면 입학을 거부해 왔다.

## 주요 사건
- 유럽인권재판소는 2004년 의복에 대한 규제는 필요했으며 유럽인권협정을 위반하지 않는 것이라며 이 금지령을 옹호하였다. 2006년 10월, 유럽인권재판소는 일부 터키 학생들에 의해 제기된 소송을 기각하며 대학 구내에서의 금지 조치를 다시 옹호하였다.[5]
- 1999년 5월, 여성 의원 메르베 카박츠(Merve Kavakçı)가 머리쓰개 착용으로 인해 국회에서 서약할 수 없게 되는 사건이 터지자 공공 영역에서의 머리쓰개 금지령이 대서특필되었다. 그녀는 이스탄불에서 친이슬람 정당인 미덕당의 후보로 출마하여 새로 선출된 의원이었고, 국회 건물에서 떠나라는 요구를 거절하였다. 세속주의 반대파들은 '나가시오'를 30분 간 합창하였고 수상 뷜렌트 에제비트는 그녀를 세속주의 원칙 위반으로 고발하였다.[6] 검사는 그녀가 종교적 혐오 유발로 인해 재판에 회부될 수 있는지를 알아보기 위해 수사에 들어갔다.[7] 이란의 아야톨라 아흐마드 잔나티와 수백 명의 여성들은 이 사태 당시 카박츠 의원을 지지하였다.[8] 몇 개월 후 미국 시민권 역시 소지하고 있었기 때문에 그녀의 터키 시민권이 박탈되었다.[9]
- 2006년 10월, 터키 대통령 아흐메트 네즈데트 세제르는 터키 독립 기념 무도회에 머리쓰개를 쓴 부인을 데려온 정의개발당 의원들의 참석을 거절하였다. 그는 이것이 일종의 '타협'이며 이는 아타튀르크에 의한 세속 국가를 약화시킬 수 있기 때문에 거절한다고 언급했다.[10]
- 2009년 3월, 차도르를 쓴 크이메트 외즈귀르(Kıymet Özgür)는 공화인민당 이스탄불 시장 후보 케말 클르츠다로을루(Kemal Kılıçdaroğlu)의 선거 버스에 타려고 하다가 공화인민당 당원에 의해 공격받았다. 나중에 알려진 바로는, 그녀는 공화인민당의 새로운 이니셔티브를 시험해 보기 위하여 본색을 숨기고 연기한 것이었다고 한다.[11]
- 공화인민당은 케말주의 정당이지만, 이 당의 당수인 데니즈 바이칼(Deniz Baykal)은 2008년 말 차도르를 입은 여인을 당원으로 받아들여 지지자들을 놀라게 했다. 이 놀라운 사건은 종교적으로 보수적인 유권자들의 표심을 끌기 위한 것으로 여겨졌다.[12] 일부는 바이칼의 행동을 당의 역사적 유산에 대한 배반으로 여기며 비판하였다.[13]

## 금지 해제
현 총리 레제프 타이이프 에르도안은 2007년 선거에서 공공 기관에서의 머리쓰개 금지령 해제를 공약으로 내걸었으며, 이 선거에서 승리하였다. 그러나 의회에서 투표를 시행했을 때 수만의 인파가 금지령을 옹호하며 장외 투쟁을 벌였다.
2008년 2월 7일 터키 의회는 많은 여성들이 머리쓰개를 착용할 권리를 주지 않는다면 교육받기를 원하지 않을 것이라 주장하며 터키 대학교에서 머리쓰개 착용을 허용하는 헌법 개정안을 통과시켰다. 집권 정의개발당은 이것이 인권과 자유의 문제라고 주장했다. 의회 투표 결과는 403 대 107(79% 찬성)로 개정 찬성 쪽이 우세하였고, 모든 사람은 국가 기관에서 동등한 대우를 받을 권리가 있다는 헌법 조항에 개정안 관련 항목이 삽입되었다. 그러나 이러한 움직임은 터키 사회 전반에서 광범위한 반대를 야기했다. 국가교육위원회와 상당수의 대학들은 새로운 법안에 저항하기로 서약했고, 제 1야당이며 세속주의를 옹호하는 공화인민당은 헌법재판소에 신안의 위헌 여부 심사를 요청했으며 이 법안의 통과를 세속 국가에서 이슬람 국가로 향한 움직임으로 보았다. 구 금지령을 지지하는 수천 명의 시위자들 역시 정부의 신안에 반대하여 의회 주변으로 운집하였다.

### 해제 취소
2008년 6월 5일, 터키 헌법재판소는 금지를 없애는 것은 헌법의 근본 원리에 어긋난다고 판결하며 의회의 머리쓰개 금지 해제를 위한 개정안을 취소하였다. 최고법원의 머리쓰개 금지 지지 결정에 대한 상고는 인정되지 않는다.

## 같이 보기
- 이슬람과 의복(영어판)
- 이슬람과 여성(영어판)
- 히잡
  - 부르카
  - 니캅
  - 차도르
- 국가별 히잡(영어판)
- 유럽내 이슬람(영어판)
  - 유라비아
- 케말주의
- 터키의 종교
- 세속주의
- 눈 (소설)(영어판)
- 프랑스의 얼굴 가리기 금지법
- 스위스의 미나레트 건축금지법(영어판)